# Фигнер, Пётр Николаевич
Пётр Николаевич Фигнер (19 апреля 1855 года, Мамадыш, Казанская губерния — 13 апреля 1916 года, Санкт-Петербург) — русский горный инженер, металлург, руководитель крупных металлургических и горных предприятий, промышленных объединений Российской империи, предприниматель.
Статский советник.

## Биография
Родился в семье Николая Александровича Фигнера (1817—1870), штабс-капитана в отставке с 1847 года. Отец служил в Тетюшском уезде Казанской губернии по ведомству Министерства государственных имуществ, получил чин губернского секретаря, затем лесничим в Тетюшском и Мамадышском лесничествах. Был женат на Екатерине Христофоровне Куприяновой (1832—1903). У них было шесть детей: Вера, Лидия, Пётр, Николай, Евгения и Ольга.
Окончил гимназию в Казани.
В 1883 году закончил Горный институт в Санкт-Петербурге.
В студенческие годы оказался вовлечён в революционную деятельность:
- В 1878 году был арестован за участие в студенческих волнениях.
- С весны 1879 года три месяца находился в заключении под следствием за принадлежность к кружку организации «Земля и Воля», членами которого были его сестры Вера и Евгения[1].

После окончания Горного института работал на Богословских заводах (Пермская губерния) в должности управителя завода. а также на металлургических заводах в Уфимской губернии.
Был помощником главноуправляющего округом Богословских заводов, открыл новый способ добычи меди. Принимал участие в модернизации округа: ввел плавку купферштейна в бессемеровских ретортах системы русского инженера А. А. Ауэрбаха, руководил строительством цементного, химических (по производству хромпика и соляной кислоты) и Надеждинского заводов.
С 1896 года — главноуправляющий Катав-Ивановским горным округом: повысил производительность домен и увеличил количество выпускаемых рельсов, ввел прокатку бандажей для колёс вагонов, участвовал в постройке Усть-Катавского вагоностроительного завода.
С 1901 года — управляющий всеми горнозаводскими предприятиями В. А. Ратькова-Рожнова,
С 1903 года — главноуправляющий Ревдинским горнозаводским имением.
В 1906 года направлен в распоряжение Богословского горнозаводского общества, вошел в состав правления фирмы, одновременно состоял член правления акционерного общества «Магнезит» и был арендатором части Егоршинских каменноугольных копей.
С 1913 года — председатель правления Центрального акционерного общества: построил цементный завод близ Коломны.
Похоронен на кладбище с. Никифорово Тетюшского уезда Казанской губернии в семейном склепе рядом с родителями.

## Брак
В первом браке (07.01.1881) женой была Анастасия Ксенофонтовна Иванова мещанская девица г. Тетюш Казанской губернии
Во втором браке женой была Анна Ивановна Фигнер. Брак бездетный.

## Научные труды
Автор ряда статей, опубликованных в «Уральском горном обозрении», «Горном журнале».

## Награды
- Орден Святого Станислава 3 степени — 1894 год